# Svetlana Čirkovová
Svetlana Michajlovna Čirkovová provdaná Svetlana Michajlovna Lozová (* 5. listopadu 1945 Topner, Sovětský svaz) je bývalá sovětská a estonská sportovní šermířka ruské národnosti, která se specializovala na šerm fleretem.
Sovětský svaz reprezentovala v šedesátých a sedmdesátých letech. Jako sovětská reprezentantka zastupovala tallinskou šermířskou školu, která spadala pod Estonskou SSR. Na olympijských hrách startovala v roce 1968 a 1972 v soutěži družstev. V roce 1969 obsadila třetí místo na mistrovství světa v soutěži jednotlivkyň. Se sovětským družstvem fleretistek vybojovala dvě zlaté (1968, 1972) olympijské medaile a v roce 1970 a 1971 získala s družstvem titul mistryň světa.